# František Horák
František Horák (geboren am 12. Juni 1909 auf Schloss Karlova Koruna bei Chlumec nad Cidlinou, gestorben am 6. Januar 1996 in Prag) war ein tschechischer Genetiker und Kynologe.
Auf seine Zucht gehen sowohl der Tschechische Terrier als auch der ursprünglich nach ihm als Horakscher Laborhund bezeichnete Český strakatý pes zurück.